# 이종화 (다이빙 선수)
이종화(1974년 4월 28일~)는 대한민국의 다이빙 선수로, 1996년 하계 올림픽에 참가했다.